# Урумілку II
Урумілку (Урумілкі) II (д/н — бл. 475 до н. е.) — цар Бібла близько 500—475 року до н. е.

## Життєпис
Син царя Шипітбаала III. Посів трон близько 500 року до н. е. Відомий за написом на стелі, присвяченій завершенню відновлення храму фінікійської богині Баалат-Гебал.
Стосовно діяльності обмаль відомостей. Під час походів перського царя Ксеркса I, насамперед 480 року до н. е. Геродот не згадує окремо біблський флот. Це наштовхує на думку, що на той час біблський флот був не суттєвим. В пророцтві Єзекіїлі згадують біблські майстри, що ремонтували тірські судна. Тому ймовірно, що біблські кораблі в цей період підпорядковувалися тірським флотоводцям.
Менший тягар Бібла у війні з грецькими полісами сприяв тому, що з часів Урумілку II почалося економічне відродження міста. Помер близько 475 року до н. е. Йому спадкував син Егарбаал.